# 吉和里
吉和里為高雄市美濃區屬下的行政區劃。根據截至2024年9月（民國113年9月）的統計，該里有16鄰，550戶，1404人。

## 歷史
台灣日治初期，現今吉和里範圍為一街庄，稱為「吉洋庄」，隸屬於港西上里。
1901年（日治明治三十四年）11月，全台設置二十廳，該庄隸屬於阿猴廳。1904年（明治三十七年）4月，該庄改隸屬於蕃薯藔廳。1909年（明治四十二年）10月，合併二十廳為十二廳，該庄改編入「旗尾區」，並改隸屬於阿緱廳。1920年（大正九年）10月，廢十二廳改設五州二廳，該庄改制為「吉洋」大字，隸屬於高雄州旗山郡美濃街。
1945年中華民國接收臺灣後美濃街改制為美濃鎮，隸屬於高雄縣，大字亦改制為里。1950年10月，高、屏分治，美濃鎮仍隸屬於高雄縣。2010年12月25日，因高雄縣市合併，美濃鎮改制高雄市美濃區。

## 外部連結
- 高雄市里政資訊網 （页面存档备份，存于）